# Kafr el Meselha
Kafr el Meselha (ook gespeld als Kafr al Muşayliḩah) is een plaats in het Egyptische gouvernement Al Minufiyah.
Kafr el Meselha is bekend als de geboorteplaats van ex-president Hosni Moebarak.

## Geboren
- Hosni Moebarak (1928-2020), president van Egypte (1981-2011)